# Флориан, Николя
Николя́ Флориа́н (фр. Nicolas Florian; 29 марта 1969, Марманд — 26 января 2025, Бордо) — французский политик, член партии «Республиканцы», мэр Бордо (2019—2020).

## Биография
В 1995 году избран в муниципальный совет пригорода Бордо Вильнав-д’Орнон и в совет городского сообщества Бордо, которое впоследствии было преобразовано в метрополию Бордо. В 2004 году избран заместителем председателя городского сообщества (курировал турзм), в 2008 году стал помощником мэра Вильнав-д’Орнона, ответственным за экономическое развитие, жилищное хозяйство и занятость (с этого же года курировал и проблемы экономического развития в совете городского сообщества Бордо). В 2001—2008 годах — депутат генерального совета департамента Ло и Гаронна от кантона Вильнав-д’Орнон, с 2010 года — депутат регионального совета Аквитании. Будучи сподвижником Алена Жюппе, в 2002 году возглавил федерацию Союза за народное движение в департаменте Жиронда, но оставил этот пост в 2018 году, уже после реорганизации партии в Республиканцев. В 2014 году вошёл в администрацию мэра Бордо Жюппе в качестве помощника мэра, ответственного за финансы, человеческие ресурсы и общее управление.
7 марта 2019 года, будучи единственным кандидатом, голосованием депутатов муниципального совета избран мэром Бордо после ухода Алена Жюппе в Конституционный совет Франции.
В преддверии муниципальных выборов 2020 года в Бордо Флориан возглавил правоцентристскую коалицию с участием партии Республиканцы, Союз демократов и независимых, Демократического движения и Радикального движения.
В марте 2020 года состоялся первый тур, в котором блок Флориана с результатом 34,5 % обошёл левую коалицию лишь на 96 голосов, и 2 июня 2020 года он заключил предвыборный союз с Тома Казнавом, лидером списка макронистской партии Вперёд, Республика, который снялся со второго тура.
28 июня 2020 года левые впервые за несколько десятилетий победили на муниципальных выборах в Бордо, и 3 июля 2020 года депутаты нового созыва муниципального совета избрали мэром Пьера Юрмика.
Флориан умер 26 января 2025 года в Бордо в возрасте 55 лет.